# Kaspar Füger le jeune
Pour les articles homonymes, voir Kaspar Füger.
Kaspar Füger le jeune (né vers 1562 à Dresde et mort le 27 juillet 1617 dans la même ville) est un compositeur allemand d'hymnes religieuses, qui fut également Kreuzkantor.
Fils de Kaspar Füger l'ancien, il fréquenta le lycée fédéral saxon de Saint Afra de Meißen à partir de 1575 et étudia à l'Université de Leipzig à partir de 1581. À partir de 1585–1586 il fut Kreuzkantor à la Kreuzkirche (Dresde) puis dans différentes églises de l'Électorat de Saxe. Il fut de nouveau actif à la Kreuzkirche en 1591 en tant que diacre.
De Füger le jeune il nous reste entre autres les « Christliche Verß und Gesenge ».

## Source de la traduction
- (de) Cet article est partiellement ou en totalité issu de l’article de Wikipédia en allemand intitulé « Kaspar Füger der Jüngere » (voir la liste des auteurs).